# Jumurdas ezers
Jumurdas ezers este o arie protejată (arie specială de conservare — SAC, sit de importanță comunitară — SCI, arie de protecție specială avifaunistică — SPA) din Letonia întinsă pe o suprafață de 352,73 ha, integral pe uscat.

## Localizare
Centrul sitului Jumurdas ezers este situat la coordonatele 56°56′47″N 25°45′40″E / 56.9463°N 25.7612°E.

## Înființare
Situl Jumurdas ezers a fost declarat arie de protecție specială avifaunistică în decembrie 2002 pentru a proteja 4 specii de animale. Alte tipuri de protecție:
- sit de importanță comunitară (în mai 2004)
- arie specială de conservare (în mai 2004)[1][3][4]

## Biodiversitate
Situată în ecoregiunea boreală, aria protejată conține 8 habitate naturale: Lacuri eutrofice naturale cu vegetație de tip Magnopotamion sau Hydrocharition, Pajiști fino-scandinave uscate până la mezice, bogate în specii de altitudine mică, Turbării active, Mlaștini turboase de tranziție și turbării mișcătoare, Taiga vestică, Păduri caducifoliate bătrâne naturale hemiboreale fino-scandinave (Quercus, Tilia, Acer, Fraxinus sau Ulmus) bogate în specii epifite, Păduri caducifoliate de mlaștină fino-scandinave, Mlaștini împădurite.
La baza desemnării sitului se află mai multe specii protejate:
- mamifere (2): vidră de râu (Lutra lutra), liliac de iaz (Myotis dasycneme)
- pești (2): zvârluga (Cobitis taenia), țipar (Misgurnus fossilis)

Pe lângă speciile protejate, pe teritoriul sitului au mai fost identificate 3 specii de plante, 5 specii de mamifere, 2 specii de nevertebrate.